# Miroslav Nedvěd
Miroslav Nedvěd es un deportista checoslovaco que compitió en piragüismo en la modalidad de eslalon. Ganó dos medallas en el Campeonato Mundial de Piragüismo en Eslalon de 1977, oro en C2 por equipos y plata en C2 individual.

## Palmarés internacional
| Campeonato Mundial | Campeonato Mundial | Campeonato Mundial | Campeonato Mundial |
| Año                | Lugar              | Medalla            | Competición        |
| ------------------ | ------------------ | ------------------ | ------------------ |
| 1977               | Spittal (Austria)  | Medalla de oro     | C2 por equipos     |
| 1977               | Spittal (Austria)  | Medalla de plata   | C2 individual      |